# Kanton Hirsingue
Kanton Hirsingue (fr. Canton de Hirsingue) byl francouzský kanton v departementu Haut-Rhin v regionu Alsasko. Tvořilo ho 24 obcí. Zrušen byl po reformě kantonů 2014.

## Obce kantonu
- Bettendorf
- Bisel
- Feldbach
- Friesen
- Fulleren
- Grentzingen
- Heimersdorf
- Henflingen
- Hindlingen
- Hirsingue
- Hirtzbach
- Largitzen
- Mertzen
- Oberdorf
- Pfetterhouse
- Riespach
- Ruederbach
- Saint-Ulrich
- Seppois-le-Bas
- Seppois-le-Haut
- Steinsoultz
- Strueth
- Ueberstrass
- Waldighofen